# Paspalum flaccidum
Paspalum flaccidum är en gräsart som beskrevs av Christian Gottfried Daniel Nees von Esenbeck. Paspalum flaccidum ingår i släktet tvillinghirser, och familjen gräs. Inga underarter finns listade i Catalogue of Life.